# Črna krizantema
Črna krizantema (1980) je roman Jožeta Javorška o pisateljevem fantazijskem potovanju iz Čateža do Litije v spremstvu oseb iz Levstikove pripovedi Popotovanje iz Litije do Čateža. V njem obračunava s slovensko literarno sceno, ki se je negativno odzvala na njegov dnevnik Samotni jezdec (1973).

## Vsebina
Razlog za potovanje in ponavljani moto romana je izjava Bojana Štiha o slovenski književnosti, ki da je romanje po »samoupravnem kolovozu (našega časa) med Litijo in Čatežem«. Javorška na poti, ki gre v obratni smeri od Levstikove, spremljajo osebe iz Levstikove pripovedi: prijatelj Radivoj, Mrtolaz, Tara, Bojc. Levstik je na popotovanju obravnaval literaturo svojega časa kritično, Javoršek pa svoje literarne sodobnike (Taras Kermauner,  Ifigenija iz Zagorice, Ivo Svetina, Milan Jesih, Mart Ogen, Ciril Kosmač, »intelektualno nedonošeni« Janez Rotar, Dušan Pirjevec, Vitomil Zupan, Cene Logar, Ante Novak, Boris Pahor, ki naj bi pisatelju speljal ljubico, Alojz Rebula, Ivan Mrak, Dimitrij Rupel, Andrej Inkret, Mirko Javornik idr.) smeši, najbolj se norčuje iz Štiha in Kermaunerja, lepo pa govori o Josipu Vidmarju in Edvardu Kardelju. Na Čatežu jih k sebi pokliče Dizma (Lado Kozak), Javorškov partizanski znanec. Ker so ga razjezili, se je razpočil. Za njimi je prišla Tara in povedala, da bo Dizma rodil, zato so se vrnili. Štih, se je odločil, da bo naredil carski rez, a si je Dizma premislil in ni rodil. 
Junaki se vmes znajdejo na svetovljanskih lokacijah:  v Parizu, v Benetkah (Serenissima) in na Japonskem (Fuji Yama), v Ljubljani na snemanju filma Armanda Gattija. Na poti so naleteli na pogrebni sprevod Dizme v Šmartnem. Tara je Javorška po sprevodu odpeljala na Grad Bogenšperk, kjer ga je čakal Dizma.
V Litiji, je Javorška Radivoj odpeljal v zapor. Zjutraj mu je Štih sodil, da je krčil slovensko literaturo in da mu sledi kazen. Naslednji dan so ga zjutraj odpeljali na trg, k veliki grmadi. Na grmadi, je najprej gorel počasi, ko pa je Radivoj nanj zlil bencin, je v hipu zgorel. Od njega so ostale le črne kosti in črna krizantema kot »znamenje žalosti za vrednotami, ki smo jih noro zatolkli ali pa celo uničili« (402).

## Osebe
- Dizma je predstavljena skoraj kot božansko, pravljično bitje. Gotovo gre tudi za parodijo socializma. Je torej skoraj bog, ki Javorška obravnava kot svojega zaupnega sina – šlo je za odnos gospodar – pes. Dizmovo večno rojevanje in pričakovanje otroka bi bilo lahko simbolika večnega rojevanja idej v socializmu. V romanu predstavlja Ferda Kozaka.
- Bojan Štih je osrednji polemični lih v romanu. Je jezdec na belem konju. Kriv je, da Javorška zaradi njegove samotne ježe in nepripravljenosti, da bi hvalil Štihov samoupravni kolovoz, sežgejo kot so v srednjem veku sežigali čarovnic. Bil je učitelj in je učil kar vse predmete. Je vrhovni cenzor SRS in uvede potovanje po samoupravnem kolovozu od Litije do Čateža.
- Andrej Inkret — Javoršek kritizira njegovo kritiko, za katero meni, da ne sodi nikamor, da ne izhaja iz čiste norme estetike. Spada med tiste slovenske ustvarjajoče intelekualce, ki so zadnje postojanke socialdemokratične mentalitete, navezane z anarholiberalnimi filozofijami filozofijami posteksistenčnega obdobja. Javoršek mu ne odpusti nečloveškega mrcvarjenja slovenščine in ideološkega spogledovanja z njegovimi ideološkimi zavezniki.
- Boris Pahor je veliki tržaški ideolog, politični voditelj, teoretik pluralizma, porpagandist zahodne demokracije, cenzor socialistične republike Slovenije, najbolj poglobljen kritik marksističnih spisov, veletrgovec z etiko, profesor poetike, doktor Zemlje in duhovni vodja najsrečnejših Tržačanov. Javoršek mu očita, da vedno predstavlja samo svojo resnico, nikoli pa se ne trudi za objektivno resnico. Na samoupravnem kolovozu je zgolj inšpektor in prodajalec pluralizma strank. Parodira ga v smislu, kako bo zabavno, ko bomo vsake štirinajst dni menjali vlado.
- Taras Kermauner je druga najpomembnejša oseba v romanu. Za svetnika ga razglasijo v Parizu, kamor je želel tudi Javoršek s spremljevalci. V nagovoru pri obredu se je govorilo o Tarasovi ljubezni do sovražnikov in prijateljev, o čudežih, s katerimi je prodrl v globino zemlje in o ponižnosti, ki je na svetu ni primere. Očita mu, da ne pozna nobenega kriterija pri literarni kritiki in da sprejema vse, kar se na papirju pokaže kot literarno dejstvo.
- Ivan Mrak se je v Benetkah obnašal skoraj kot kralj, imel je spremstvo, svojo palačo. Javoršek se je želel prepričati, kje stanuje, kaj dela v Benetkah, zato ga je zasledoval. Meni, da je razsežnost Mrakovega mislenega sveta majhna in da je kot otrok, ki je v zimski pokrajini napravil drobno kepo snega in jo kotalil po snegu — kepa sicer postaja večja in večja, toda še vedno je kepa snega.

## Ocene
- »[P]ogosto se spušča v daljnosežna literarno in kulturno programska premišljevanja [...] Hkrati pa je potrebno poudariti, da je Črna krizantema napisana slogovno odlično, da se pogosto iskri od domiselnosti, da je izraz velike erudicije, jezikovne veščosti in do nesramnosti razborite duhovitosti.« (Matjaž Kmecl v spremni besedi)

- »Vsekakor Javoršek ni prvi, ki bi začel s polemiko. Je pa verjetno prvi, ki je polemiziral tako zelo osebnostno, včasih tako čustveno, od trenutka do trenutka pa tudi brez argumentov, zgolj iz svoje zaverovanosti v socialno družbo.« (Urbanija 1999: 11)

- »Glejte: že dobrih petintrideset let »vihtite pisateljsko pero«, to so, zaboga, za eno človeško ževljenje vendar pomembne časovne razsežnosti, in ves ta čas se ihtavo spoprijemate s problemi, nazori, z ljudmi, napadate, izzivate, grizete, se posmehujete, da ima človek vtis, češ da vas je ena sama zloba in prepirljivost in da uživate v tem.« (Hofman 1978: 93)

- »Kaj pa napadam? Anarhijo, klikarstvo in zaplodništvo v gledališču, malomeščansko zasirjenost slovenskega pisateljskega sveta in njegovo gluhost za vse, kar je v naši dobi zares novega in pomembnega, ponovne poskuse sovražnih sil na Slovenskem, da bi se uveljavile ...« (Hofman 1978: 99)

- »Roman pa je seveda tudi polemično delo, kjer po eni strani zaostruje situacijo z realnimi osebami do skrajnosti, po drugi strani pa je v primerjavi z drugimi deli tudi dosti bolj kritičen do socialistične družbe in njenih predstavnikov, ne pa samo do nasprotnikov socializma, kar je razvidno iz polemičnih dnevnikov iz 70-ih let.« (Urbanija 1999: 53)

- »Knjiga je, na splošno vzeto, izjemno duhovita in je ni mogoč brati drugače kot smeje. Le mestoma nekoliko razvodeni in se zlasti v drugi polovici tu in tam razvleče v manj izrazito in manj bleščečo pripoved, ki nekajkrat zdrsi že v poznani literarni klepet, ki je bliže cenjenemu opravljanju in javnemu pranju osebnega perila kot pa literaturi.« (Milič 1981)

- »Njegova domišljija je neobtežena v svoji prešerni razigranosti, saj jo zanima barvit vrvež dogodkov, bogat splet fabulativnih domislekov, v katerih poteka dogajanje večkrat kot estetsko samozadosten element, sklenjen in zaključen sam v sebi.« (Brezovar 1981)

- »Potrebno pa je zapisati, da so z Javorškimi knjigami ukinjene vsakršne moralne meje, da je ukinjeno kakršno koli politično stališče, ker je politika postala v Javorškovih delih svetohlinska izraba za osebne potešitve, da je tradicija NOB uzurpatorsko postala last privatnih manipulacij in da je literarnost ponižana na obrtno intrigo.« (Zorn 1981)

- »Ob branju črne krizanteme, ni težko priti do spoznanja, da so bili piščevi nameni znatno manj vzvišeni, kot to sam neskromno razglaša v potopisu. Ti nameni so se dejansko izčrpali s poračunavanjem , predvsem pa jih je bila rednica Javorškova kronična bojazen, da bi za kako minuto padel nanj prah pozabe.« (Križišnik 1981)

- »V naši književni kritiki so zares čudne razmere. Zadnji čas, da bi jo uravnavali v smer, ki bi ustrezala višjim terjatvam in s tem vizijam sodobnega slovenskega sveta.« (Javoršek 1981)

- »Črna krizantema iskri od domiselnosti in to popularne, saj so »težji« premišljevalni deli »razrahljani« s situacijskimi domislicami v Knjižnih listih. Javoršek obdeluje tipe − svetnike našega časa, ki zastopajo intelektualno anarhijo, kot vlada na že omenjenem kolovozu.« (Kreft 1981)

- »Samo po sebi je to pisanje zazrto v literarna početja, ki so v mnogočem samozadostna, saj se nanje skoraj nihče zunaj zaprtega kroga literarnih zdrah niti ne zmeni niti jih ne dojema. Glavni tok družbenega življenja teče popolnoma drugih in drugačnih strugah. Prav to pa je tisto, na kar Javoršek tako prizadeto opozarja. Sebi in drugim zastavlja ves čas eno samo vprašanje, ki pa ima seveda stotero obrazov: zakaj je literarna publicistika obrnila hrbet življenjskemu dogajanji, ki poteka v znamenju nenehnega revolucioniranja družbenih odnosov« (Konjar 1981)